# Бобровичинск
Бобровичинск — посёлок в Колыванском районе Новосибирской области. Входит в состав Королёвского сельсовета.

## География
Площадь посёлка — 61 гектаров.

## Население
| 2002 | 2007 | 2010 |
| ---- | ---- | ---- |
| 87   | ↘75  | ↘41  |

## Инфраструктура
В посёлке по данным на 2007 год отсутствует социальная инфраструктура.